# Apis cerana
L'ape asiatica o ape orientale (Apis cerana Fabricius, 1793) è una piccola ape del sudest asiatico, diffusa in Cina, India, Giappone, Malaysia, Nepal, Bangladesh e Papua Nuova Guinea. Questa specie è affine all'Apis koschevnikovi.
In natura, sono solite nidificare in piccoli spazi, come ad esempio cavità all'interno di rami d'albero. Come l'Ape Europea (Apis mellifera), esse sono spesso addomesticate ed usate in apicoltura, in apiari di legno con telai amovibili. La loro dimensione è simile a quella dell'Apis mellifera anche se di dimensioni leggermente ridotte, inoltre presentano delle strisce addominali più prominenti. La produzione mellifera dell'Apis cerana è minore poiché queste api formano colonie di minori dimensioni. La loro cera è usata per l'apiterapia.
Apis cerana è l'ospite naturale dell'acaro Varroa destructor, una seria minaccia dell'ape europea. Essendosi evoluta con quest'acaro A. cerana mostra una maggior propensione a ripulirsi da questo parassita di A. mellifera, ciò consente alle colonie di non esserne devastate.

## Incroci
- Secondo uno studio effettuato nel 2014 in Australia l'incrocio di regina Apis cerana con un fuco Apis mellifera non avviene, mentre quello di regina Apis mellifera con fuco Apis cerana può avvenire, anche se solitamente i fuchi Apis mellifera prevalgono. Tuttavia l'incrocio fra le due specie produce una covata non vitale (che le operaie smaltiscono come di consueto). Pertanto il contatto fra le due specie nello stesso ambiente può causare una perdita di vitalità nelle famiglie di Apis mellifera, invalidando la regina.[1]

## Dieta

Mappa della distribuzione mondiale di Apis cerana.

Le api operaie adulte si nutrono prevalentemente di polline e nettare o miele, sebbene il valore nutritivo del polline vari a seconda della pianta. I pollini misti possiedono un alto valore nutritivo e forniscono effettivamente tutti i materiali necessari per il corretto sviluppo dei giovani animali. Tuttavia, una volta essiccato, il polline perde rapidamente il suo valore nutritivo.
Oltre a nutrirsi, le api si nutrono anche a vicenda attraverso un processo noto come "trasmissione del cibo". Inoltre, le operaie possono anche ottenere cibo dalla regina, mentre i fuchi acquisiscono cibo ingerendo materiale rigurgitato da altri fuchi. Le regine stesse vengono nutrite con cibo larvale dalle operaie durante la loro stagione invernale, quindi non si nutrono né vengono nutrite con miele.

## Predatori
Le vespe endemiche del Sud-est asiatico sono un importante predatore delle Apis cerana, prevalentemente nelle loro colonie in tutta l'Asia meridionale. Questa predazione è particolarmente feroce durante la stagione autunnale, quando le vespe sono più numerose, prevalentemente durante la mattina e il pomeriggio. Questo metodo prevede che le vespe prendano posizione di fronte all'alveare, mentre sono rivolte verso l'esterno, lontano dall'ingresso, verso i foraggiatori di ritorno. Le vespe tentano di attaccare la preda delle api mellifere nel tentativo di ottenere provviste per aiutare lo sviluppo della propria prole.

### Difesa
Quando le vespe si avvicinano all'ingresso del nido delle api mellifere, vengono allertate più api di guardia, il che a sua volta aumenta la loro probabilità di essere uccise dalle api che formano una palla di calore. Quest'ultima è un sistema di difesa unico in cui diverse centinaia di api circondano la vespa in una palla stretta e vibrano i loro muscoli nel tentativo di produrre calore e uccidere efficacemente la vespa all'interno. In alternativa, tuttavia, in presenza di una vespa, le api possono anche semplicemente ritirarsi nei loro nidi e attendere che le circostanze della palla di calore si sviluppino naturalmente. Inoltre, altre api possono semplicemente decidere di volare via come misura evasiva in tempi di conflitto, spesso alterando i loro specifici stili di volo per evitare la predazione.

#### Difesa termica
Quando un alveare di A. cerana viene invaso dal Calabrone Gigante Asiatico (Vespa mandarinia), circa 500 api giapponesi (A. cerana japonica) circondano il calabrone e fanno vibrare i muscoli del volo finché la temperatura non sale a 47 °C, riscaldandolo fino alla morte, ma mantenendo la temperatura ancora al di sotto del loro limite letale (48–50 °C).

#### Ala scintillante
Sebbene sia l'Apis mellifera che l'Apis cerana soffrano di predazione da parte delle vespe, un meccanismo di difesa esclusivo dell'Apis cerana è lo "scintillio delle ali". Durante questo periodo di autodifesa, le api eseguono collettivamente onde di scintillio delle loro ali attentamente sincronizzate quando vengono avvicinate da predatori come le vespe. Ciò sembra fungere da tecnica di distrazione di interruzione del modello visivo che si traduce in predatori confusi. Di conseguenza, i predatori non sono in grado di continuare ad attaccare altre api.

#### Utilizzo di feci animali
Uno studio del 2020 in Vietnam ha scoperto che le Apis cerana usano feci e persino urina umana per difendere i loro alveari dalle incursioni dei calabroni (Vespa soror), una strategia non replicata dalle loro controparti europee e nordamericane, sebbene la raccolta e l'uso di feci nella costruzione del nido siano ben noti nelle api senza pungiglione.

## Virus
Le api asiatiche sono spesso infettate dal virus cinese della covata a sacco (CSBV - Chinese SacBrood Virus) che infetta anche l'A. mellifera. I virus della covata a sacco (SBV) colpiscono principalmente la covata dell'ape mellifera e causano la morte delle larve. Le larve infette non riescono a impuparsi e il fluido ecdisiale si aggrega attorno all'integumento, formando il "sacco" da cui la malattia prende il nome. Le larve infette cambiano colore dal bianco perla al giallo pallido e poco dopo la morte si seccano, formando una scaglia marrone scuro a forma di gondola. L'SBV può colpire anche l'ape adulta, ma in questo caso mancano segni evidenti di malattia.

## Una specie invasiva in Australia
L'Apis cerana è stata individuata per la prima volta in Australia nel 2007. Nel 2012, si era diffusa su 500.000 ettari. Gli impatti dell'Apis cerana sull'ambiente australiano non sono ben noti a causa della ricerca limitata. Tuttavia, secondo Biosecurity Queensland (2103), l'Apis cerana "è probabile che competa per il polline e il nettare con uccelli, mammiferi e insetti nativi e per i siti di nidificazione nelle fessure degli alberi". C'è una forte possibilità che l'Apis cerana possa anche competere per le risorse con le api mellifere commerciali e colpire i produttori primari che contano sui loro servizi di impollinazione. Anche i costi di controllo sono significativi e ammontavano ad almeno 4 milioni di dollari australiani fino al 2011.
Gli sforzi per sradicare l'Apis cerana in Australia sono falliti. Sebbene un programma di eradicazione sia iniziato nel 2007, nel 2011 è stata presa la decisione che non era possibile sradicare l'Apis cerana. La decisione è stata controversa, tuttavia, innescando un'inchiesta del Senato che ha concluso che non è riuscita ad applicare il principio di precauzione e a valutare i potenziali impatti dell'Apis cerana sulla biodiversità.
L'ape è conosciuta in Australia come ape asiatica, ed è considerata una minaccia per la biosicurezza.

## Banca dati genetica
A partire dal 2015, il Laboratorio di Biomodellismo presso l'Università Nazionale di Seoul ha costruito un database del trascrittoma delle api asiatiche utilizzando una tecnica di sequenziamento avanzata.

## Sottospecie
- Apis cerana cerana Fabricius ( = sinensis) - Afghanistan, Pakistan, nord dell'India, Cina e nord del Vietnam
- Apis cerana heimifeng Engel
- Apis cerana indica Fabricius - Sud dell'India, Sri Lanka, Bangladesh, Birmania, Malaysia, Indonesia e Filippine
- Apis cerana japonica Fabricius - Giappone
- Apis cerana javana Enderlein
- Apis cerana johni Skorikov
- Apis cerana nuluensis Tingek, Koeniger e Koeniger
- Apis cerana skorikovi Engel - Himalaya centro orientale (Ruttner, 1987)